# Intersport

Länder mit Intersport-Shops (Aktivitätskarte); rot: Gründungsmitglieder

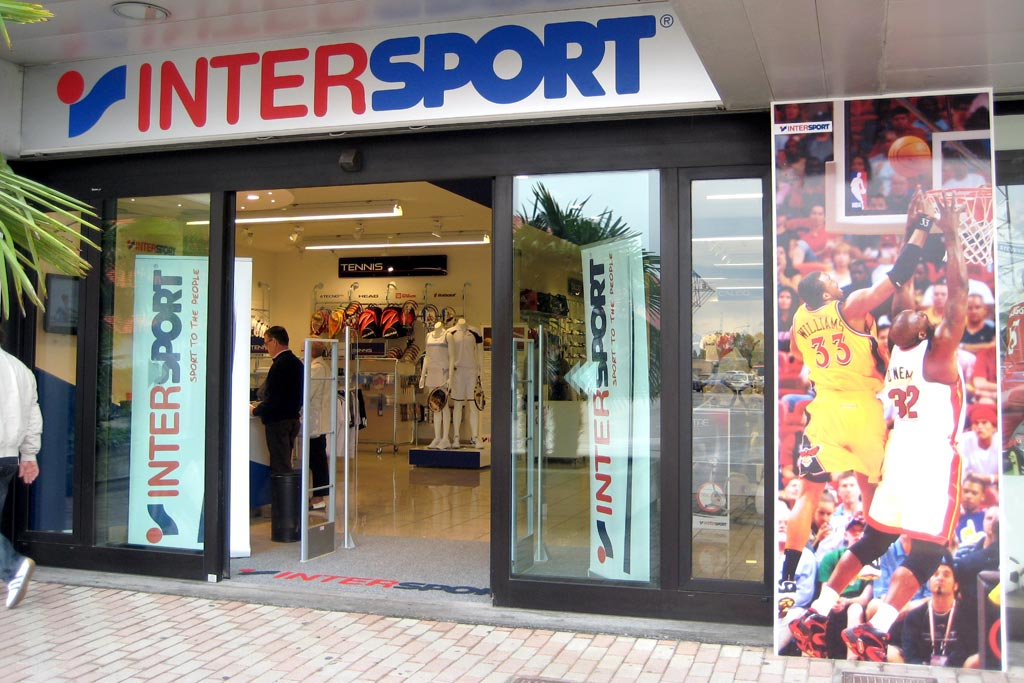
Intersport-Ladenportal

Intersport (Eigenschreibweise: INTERSPORT) ist die größte mittelständische Verbundgruppe im weltweiten Sportfachhandel. Unter dem Dach der IIC-Intersport International Corporation GmbH, der Einkaufs- und Management-Gesellschaft der Intersport-Gruppe, sind 5562 Standorte in 56 Ländern (inklusive The Athlete’s Foot) zusammengeschlossen. Diese erwirtschafteten im Geschäftsjahr 2022/2023 einen Umsatz von 3,5 Milliarden Euro.

## Geschichte
Die IIC-Intersport International Corporation wurde 1968 von zehn nationalen Einkaufsverbänden gegründet. Die Gründungsmitglieder sind Belgien, Dänemark, Deutschland, Frankreich, Italien, Niederlande, Norwegen, Österreich, Schweden und die Schweiz. Diesen schlossen sich im Laufe der Jahre weitere, hauptsächlich europäische Verbände an. Das Intersport-Logo wurde 2018 überarbeitet.
Bei den Olympischen Sommerspielen 1972 in München erhielt Intersport vom IOC erstmals die Führung des offiziellen Olympia-Sportgeschäfts zugesprochen. Danach war Intersport offizieller Sportshop-Betreiber bei den Olympischen Winterspielen 1976 in Innsbruck und bei den Olympischen Sommerspielen von 1980 in Moskau.
2006 unterzeichnete Intersport mit der UEFA eine Vereinbarung, mit der Intersport in 20 Ländern Sportshop-Betreiber der Fußball-Europameisterschaft 2008 für den Verkauf von lizenzierten Produkten wurde.
Intersport war ebenfalls offizieller Sportshop-Betreiber der Fußball-Weltmeisterschaft 2010 und nahm diese Aufgabe auch während der Fußball-Weltmeisterschaft der Frauen 2011 in Deutschland und während der Fußball-Europameisterschaft 2012 in Polen und der Ukraine wahr.

## Deutschland
Die 1956 von 15 Sporthändlern gegründete Intersport Deutschland eG mit Sitz in Heilbronn bildet den größten nationalen Verband innerhalb der Intersport-Gruppe. Sie verfügt über mehr als 700 Mitglieder, die zusammen rund 1400 Fachgeschäfte betreiben. Im Geschäftsjahr 2022/2023 erzielten diese einen Umsatz von 3,5 Milliarden Euro. Die größten Mitglieder in der deutschen Genossenschaft sind Otto, Sportscheck, Breuninger, Wöhrl, Engelhorn Sports, Sporthaus Schuster und die ehemalige Tochter INTERSPORT Voswinkel mit etwa 1200 Mitarbeitern in 74 Geschäften, für die im April 2019 Insolvenzantrag gestellt wurde.
Seit 2013 bilden die deutsche und österreichische Intersport gemeinsam mit den Märkten in Ungarn, Tschechien und der Slowakei einen Fünf-Länder-Verbund. In diesem Verbund setzen mehr als 1800 Geschäfte insgesamt 3,5 Milliarden Euro (2018) Umsatz um. Innerhalb dieser Gruppe vertritt Intersport Deutschland den größten Markt.

## Österreich
Die Unternehmensgruppe Intersport Österreich ist Österreichs größte Sporthandelsorganisation und umfasst auch die Länder Tschechien, Slowakei und Ungarn. Mehr als 100 Händler betreiben in Österreich mit 3600 Mitarbeitern über 280 Sportfachgeschäfte mit einer Verkaufsfläche von rund 180.000 Quadratmetern. 2018 setzte Intersport 580 Millionen Euro um.

## Schweiz
Im Gegensatz zu Deutschland und Österreich ist Intersport in der Schweiz nicht als genossenschaftlicher Verband organisiert, sondern wird von der Aktiengesellschaft Intersport PSC Holding AG mit Sitz in Ostermundigen betrieben. Die Namenaktien werden auf der Handelsplattform OTC-X der Berner Kantonalbank gehandelt. Die Aktiengesellschaft ist ein Franchisepartner der IIC-Intersport International Corporation GmbH und hält 7,7 Prozent der Anteile an dieser Gesellschaft. Sie erzielte 2014/2015 mit ihren 307 Verkaufsstellen einen Umsatz von 161,8 Millionen Franken und hat 221 Franchise- und Einkaufspartner.

## Exklusivmarken
Intersport beliefert seine Mitglieder mit eigenen Exklusivmarken wie Pro Touch (Running), Firefly (Freizeit, Bade/Beach, Funwheel), Nakamura/Genesis (Rad), McKinley (Outdoor), Tecno Pro (Ski, Wassersport, Racket) sowie Energetics (Fitness, auch Großgeräte).

## Sponsoring
Intersport ist bei zahlreichen Sportklubs und -events offizieller Sponsor:

### Sportklubs und -events
- Nordische Skiweltmeisterschaften 2019
- Handball-Europameisterschaft der Frauen 2020[12]
- TSG 1899 Hoffenheim (Intersport Deutschland eG)
- 1. FSV Mainz 05 (Intersport Deutschland eG)
- Wings for Life World Run (Intersport Deutschland eG)
- GutsMuths-Rennsteiglauf (Intersport Deutschland eG)

Von einer Partnerschaft mit dem umstrittenen Unternehmen Lyoness hat man sich öffentlich distanziert.